# Аријано нел Полезине
Аријано нел Полезине (итал. Ariano nel Polesine) је насеље у Италији у округу Ровиго, региону Венето.
Према процени из 2011. у насељу је живело 3524 становника. Насеље се налази на надморској висини од -3 м.

## Становништво
Према резултатима пописа становништва 2011. у општини је живело 4.554 становника.
| 1936.  | 1951.  | 1961. | 1971. | 1981. | 1991. | 2001. | 2011. |
| ------ | ------ | ----- | ----- | ----- | ----- | ----- | ----- |
| 12.372 | 12.770 | 8.333 | 6.299 | 5.584 | 5.239 | 4.882 | 4.554 |